# Nic mnie nie rusza
Nic mnie nie rusza — восьмой студийный альбом польской рок-группы Elektryczne Gitary, выпущенный 20 марта 2012 года звукозаписывающей компанией EMI Music Poland. В польском чарте наивысшей позицией альбома стало 37 место.

## Об альбоме
Альбом Nic mnie nie rusza записывался в течение года с февраля 2011 по февраль 2012 года в студии Sonus.
В качестве продюсера на запись был приглашён Мариан Лех — музыканты группы Elektryczne Gitary остались довольны тем звучанием, которого добился Лех на предыдущем их альбоме Historia, и продолжили сотрудничество с ним при работе над новым альбомом.
Выпуску альбома Nic mnie nie rusza предшествовала премьера песни с одноимённым названием «Nic mnie nie rusza» 5 марта 2012 года.
Новая работа группы включила в себя как новый материал, написанный Якубом Сенкевичем, Александером Корецким и Петром Лоеком, так и народную песню «Granica» (во время работы над альбомом его рабочим названием было Granica). По словам Якуба Сенкевича, вошедшая в новый альбом песня «Kładź się na glebę i leż» была создана под заметным влиянием композиции Тома Уэйтса «Come on Up to the House».
Альбом Nic mnie nie rusza отличает некоторая жанровая неоднородность и более активное участие в создании песен всех участников группы (на предыдущих альбомах Elektryczne Gitary основным автором был Якуб Сенкевич).

## Список композиций
| №   | Название                       | Автор(ы)                        | Длительность |
| --- | ------------------------------ | ------------------------------- | ------------ |
| 1.  | «Chodzę i tańczę»              | Якуб Сенкевич                   | 3:38         |
| 2.  | «Całe życie mieszkam w klicie» | Александер Корецкий             | 4:00         |
| 3.  | «Kładź się na glebę i leż»     | Якуб Сенкевич                   | 3:02         |
| 4.  | «Ostatni raz»                  | Пётр Лоек                       | 3:14         |
| 5.  | «Ludzie są dobrzy»             | Якуб Сенкевич                   | 3:07         |
| 6.  | «Kolorowa woda»                | Якуб Сенкевич                   | 3:19         |
| 7.  | «Nic mnie nie rusza»           | Яцек Вонсовский / Якуб Сенкевич | 3:34         |
| 8.  | «Kto ma klucze»                | Якуб Сенкевич / Пётр Лоек       | 3:14         |
| 9.  | «Sztos 2»                      | Якуб Сенкевич                   | 2:55         |
| 10. | «Stoją chłopcy»                | Александер Корецкий             | 2:39         |
| 11. | «Granica»                      | народная песня                  | 3:15         |
| 12. | «Gorzej»                       | Пётр Лоек                       | 2:36         |
| 13. | «Wyjątkowy dom»                | Якуб Сенкевич                   | 4:43         |

## Участники записи
- Якуб Сенкевич — гитара, вокал;
- Томаш Гроховальский — бас-гитара, перкуссия, бэк-вокал;
- Александер Корецкий — саксофон, флейта, бас-кларнет, бэк-вокал;
- Пётр Лоек — клавишные, бэк-вокал;
- Леон Падух — ударные, перкуссия, бэк-вокал;
- Яцек Вонсовский — лидер-гитара, бэк-вокал.

а также:
- Изабела Зёлек (Izabela Ziółek) — бэк-вокал в песнях «Całe życie mieszkam w klicie», «Ostatni raz» и «Nic mnie nie rusza».
- Мариан Лех (Marian Lech) — менеджмент;
- Гжегож Пивковский (Grzegorz Piwkowski) — мастеринг;
- Elektryczne Gitary, Мариан Лех — продюсирование записи.
- Рафал Новаковский (Rafał Nowakowski) — фотограф;
- Ярек Козяра (Jarek Koziara) — автор лого группы.